# Stazione di Noda (JR West)
La stazione di Noda (野田駅?, Noda-eki) è una delle stazioni della Linea Circolare di Ōsaka nell'omonima città giapponese, situata nella zona nord-occidentale.

## Linee

### Treni
- JR West
  - Linea Circolare di Ōsaka